# Giorgi Gogshelidze
Giorgi Gogshelidze (n. 7 noiembrie 1979, Gori, Republica Sovietică Socialistă Gruzină, URSS) este un luptător ce a reprezentat Rusia, medaliat olimpic. A participat la 2 ediții ale Jocurilor Olimpice (2008, 2012) în care a câștigat două medalii de bronz.